# Церковь Святого Григория Просветителя (Баян)
Церковь Святого Григория Просветителя (арм. Սուրբ Գրիգոր Լուսավորիչ եկեղեցի) — армянская церковь, построенная в 1863 году рядом с церковью Пресвятой Богородицы. Располагается в селе Баян в Дашкесанском районе Азербайджана.

## История
Село Баян имело армянское население, которое покинуло его во время Первой карабахской войны.
Строительство церкви Святого Григория Просветителя началось в 1863 году рядом с церковью Пресвятой Богородицы с южной стороны и было завершено в 1866 году усилиями жителей Баяна. Здание занимает площадь 27,9 х 13,3 м и отличается изысканной и скромной архитектурой. До 1989 года на куполе церкви стоял крест.
В стены церкви встроены сотни небольших хачкаров.

### Вандализм
Азербайджанским пользователем было размещено видео, на котором видно, как церковь подверглась вандализму. Были разрушены алтарная апсида, крещальная купель, несколько небольших хачкаров, которые были встроены в стену рядом с алтарём. Пропал небольшой хачкар 1621 года, встроенный в стену западного фасада.